# Carrbrook
Carrbrook é uma área a leste de Stalybridge, na grande Manchester, Inglaterra. 